# Pyrausta deceptalis
Pyrausta deceptalis là một loài bướm đêm trong họ Crambidae.